# Paris la nuit (film, 1924)
Pour les articles homonymes, voir Paris la nuit.
Pour plus de détails, voir Fiche technique et Distribution.
Paris la nuit est un film français réalisé par Émile Keppens et sorti en 1924.

## Synopsis
Le film décrit les boîtes de nuit, les cabarets et l'ambiance de Montmartre.

## Fiche technique
- Réalisation : Émile Keppens
- Scénario : Vital Ramos de Castro
- Production : 	Popular Films
- Directeur de la photographie : Albert Sorgius
- Date de sortie : 
  - France : 26 septembre 1924[2]

## Distribution
- Thorsigny : le docteur Zik
- Régine Bouet : Diane Denice
- Fernand Mailly : le baron Denic
- Marguerite Seymon : Rosine
- Clément Mégé
- Lucien Bataille
- Léon Smet[3]
- Mado Minty[4]